# Euro-Druckservice
Euro-Druckservice GmbH (EDS) este un grup media din Germania care deține facilități de producție tipografică în Austria, Germania, Ungaria, Polonia și Republica Cehă și care în anul 2009 a avut peste 1.700 de salariați .
Compania este prezentă și în România, având o tipografie la Brașov construită în anul 2008, în urma unei investiții de 19 milioane euro. Are 43 de angajați .
Tipografia de la Brașov este specializată în producția de cataloage, materiale publicitare și reviste de tiraj mare .